# Microdus glaucus
Microdus glaucus là một loài Rêu trong họ Dicranaceae. Loài này được (Besch.) Paris mô tả khoa học đầu tiên năm 1905.